# Ravageurs du riz

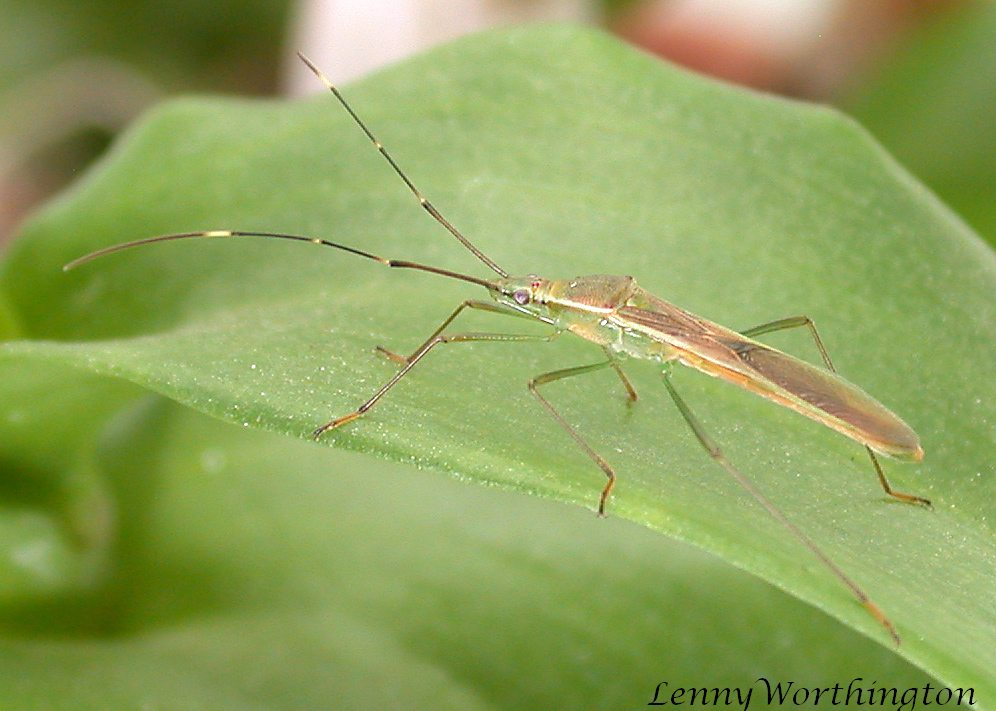
La punaise Leptocorisa acuta est un ravageur du riz dans une partie de l'Asie et de l'Océanie.

Liste non exhaustive des ravageurs du riz (Oryza sativa).
Les ravageurs du riz sont très nombreux, en particulier les insectes. On estime ainsi à une centaine le nombre d'espèces d'insectes qui attaquent le riz, dont une vingtaine causant des pertes économiques significatives. On estime à 20 % les pertes de récoltes dues aux insectes ravageurs en Asie (principale région pour la production du riz).

## Nématodes
- Heterodera oryzae, anguillule à kyste du riz,
- Meloidogyne incognita var. acrita, anguillule à nœud de la patate,
- Hirschmaniella oryzae, nématode des racines du riz,
- Ditylenchus angustus, nématode de la tige du riz,
- Aphelenchoides besseyi, nématode du bout blanc du riz, nématode foliaire du riz,

## Insectes

### Coléoptères
- Dicladispa armigera,
- Echinocnemus oryzae, charançon du riz,
- Echinocnemus squameus, charançon du riz,
- Hydronomidius molitor,
- Lissorhoptrus oryzophilus, charançon aquatique du riz,
- Oulema oryzae, lème du riz,
- Sitophilus oryzae, charançon du riz.

### Orthoptères
- Gryllotalpa orientalis (=africana), courtilière orientale
- Hieroglyphus banian, criquet du riz,
- Hieroglyphus daganensis, criquet du riz,
- Locusta migratoria manilensis, criquet migrateur oriental,
- Oxya japonica japonica, criquet du riz à ailes courtes,

### Hémiptères

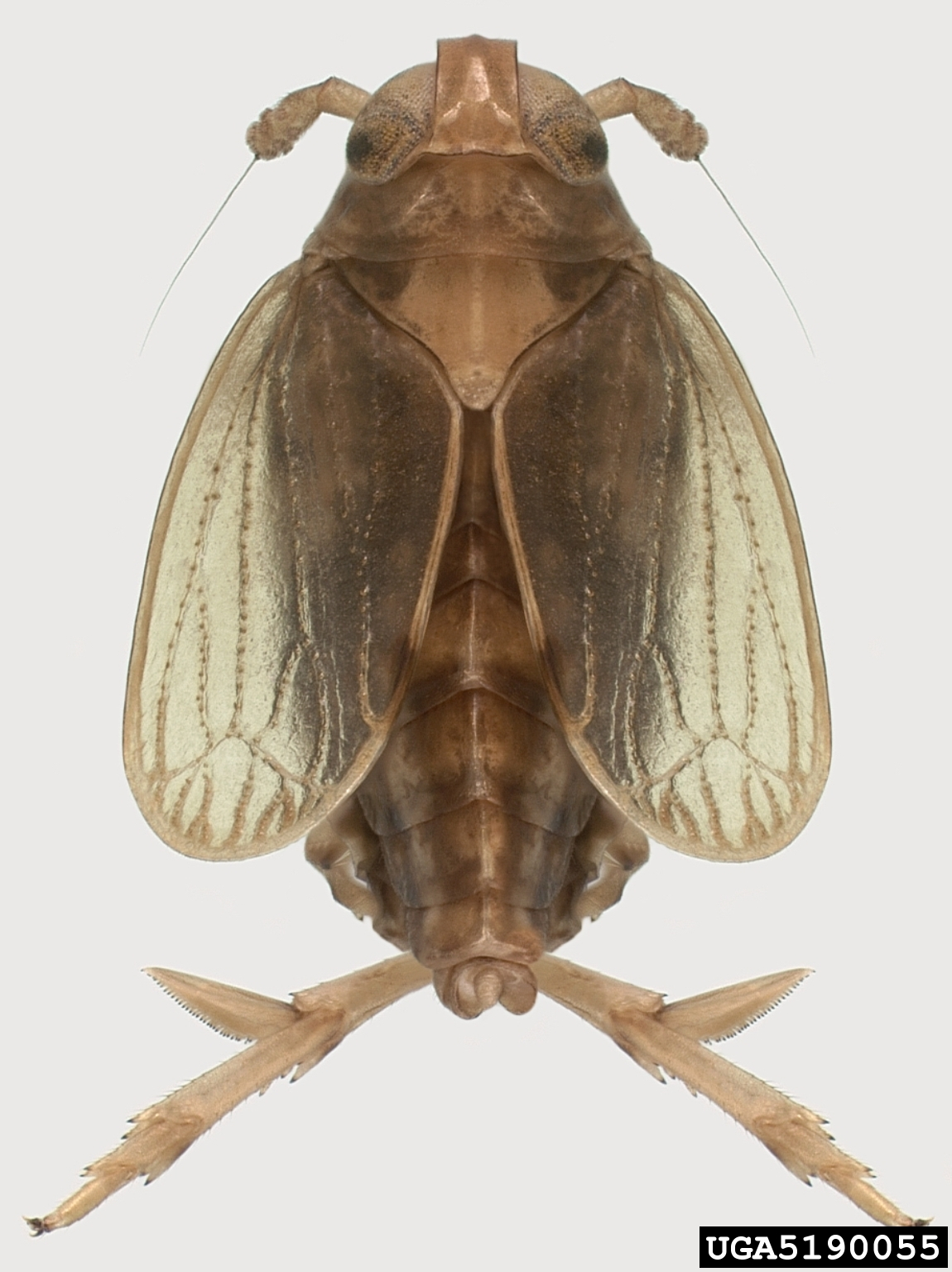
Cicadelle brune du riz (Nilaparvata lugens).

- Tetraneura nigriabdominalis, puceron noir du riz[2],
- Geoica lucifuga, puceron de la canne à sucre,
- Scotinophara coarctata,
- Scotinophara lurida,
- Nephotettix nigropictus (=apicalis), cicadelle du riz,
- Nephotettix virescens, cicadelle verte orientale du riz,
- Nephotettix cincticeps, cicadelle verte du riz,
- Nephotettix malayanus,
- Leptocorisa acuta,
- Leptocorisa oratorius,
- Leptocorisa chinensis, punaise du riz de Corbett,
- Recilia dorsalis, cicadelle zigzag,
- Nilaparvata lugens, cicadelle brune[2],
- Laodelphax striatella, cicadelle brune mineure
- Sogatella furcifera, cicadelle à dos blanc
- Cofana spectra, cicadelle blanche du riz,
- Brevennia rehi, cochenille du riz,

### Lepidoptères

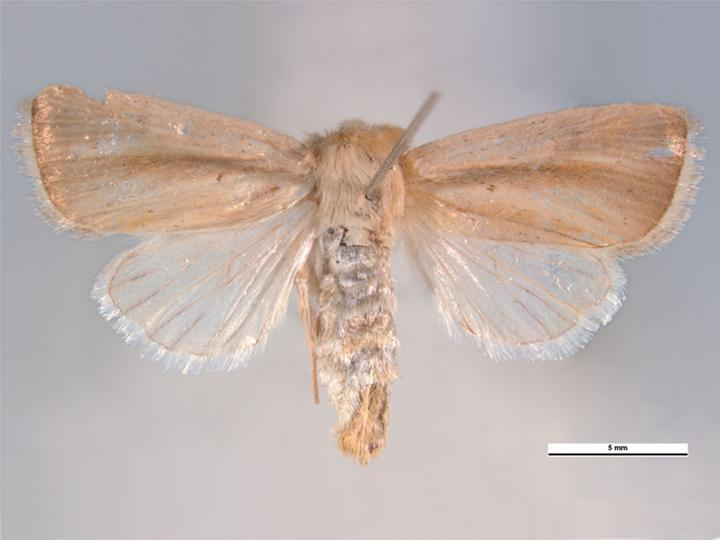
Noctuelle du riz ou noctuelle rose (Sesamia inferens).

- Mythimna separata, noctuelle asiatique,
- Spodoptera mauritia, noctuelle du riz,
- Spodoptera litura, noctuelle rayée,
- Nymphula depunctalis,
- Rivula atimeta,
- Sesamia inferens, noctuelle du riz, noctuelle rose,
- Melanitis leda ismena,
- Pelopidas mathias,
- Parnara guttata, hespérie du riz,
- Chilo suppressalis, perceur asiatique du riz, pyrale du riz, pyrale rayée du riz, pyrale rouillée
- Scirpophaga innotata, pyrale blanche du riz,
- Scirpophaga incertulas, pyrale jaune à deux points, pyrale jaune du riz,
- Chilo polychrysus, pyrale cabochon obscur du riz
- Naranga aenescens, chenille verte du riz,
- Susumia exigua, tordeuse du riz
- Marasmia patnalis,
- Marasmia ruralis,
- Cnaphalocrocis medinalis, pyrale des herbes,

### Diptères

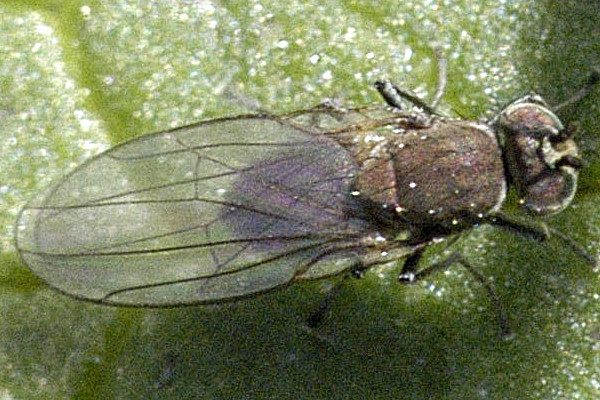
Mouche des céréales ou petite mineuse du riz (Hydrellia griseola).

- Orseolia oryzae, cécidomyie de la tige du riz,
- Orseolia oryzivora, cécidomyie du riz,
- Hydrellia philippina,
- Hydrellia sasakii, mouche noir des tiges du riz,
- Hydrellia griseola, petite mineuse du riz
- Atherigona oryzae,
- Atherigona exigua,

### Thysanoptères
- Stenchaetothrips biformis, thrips du riz,

## Acariens
- Stenotarsonemus spinki, acarien de la panicule du riz,